# Therese Elssler

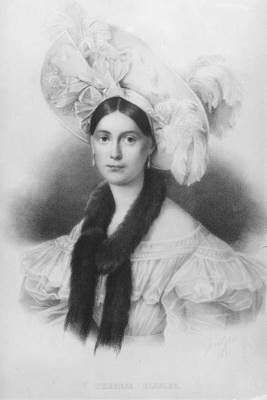
Therese Elssler, litografie de F. Lentzen

Therese Elssler (germană Theresia Elßler; 5 aprilie 1808, Viena - 19 noiembrie 1878, Merano) a fost o dansatoare germană.
Surorile Therese și Fanny Elssler au fost ambele dansatoare, prima născută în 1808, și cea din urmă în 1810, ambele în suburbia Gumpendorf din Viena. Ele au fost fiicele lui Johann Florian Elssler, scribul personal al lui Joseph Haydn. Au primit primele lecții de balet pentru copii la teatrul pentru copii Friedrich Horschelt. Au studiat dansul cu Jean-Pierre Aumer și au dansat din 1817 până în 1825 pe scena teatrului am Kärntnertor, apoi au continuat educația lor în balet la Napoli cu marele Gaetano Gioja.
Ele au sărbătorit primele lor succese majore la Berlin în 1830. După ce au provocat senzație și au câștigat faimă și avere considerabilă prin arta și aspectul lor fermecător în capitalele din Europa și America, s-au retras de pe scenă în 1841. Ultima performanță a lui Fanny a fost în 1851 la Viena. După aceea, ea a trăit pe o proprietate la Hamburg până la 1854, apoi s-a mutat la Viena.
La 20 aprilie 1850, Therese s-a căsătorit morganatic cu Prințul Adalbert al Prusiei. Regele Frederic Wilhelm al IV-lea al Prusiei a creat-o baroneasă de Barnim. Singurul lor fiu, Adalbert von Barnim (n. 1841), a murit în 1860 în timpul unei expediții pe Nil. Prințul Adalbert a murit în 1873. După aceasta ea a locuit la Bad Homburg.
A murit la 19 noiembrie 1878, la Merano, la vîrsta de 70 de ani.